# Мишоловське кладовище
Мишоло́вське кладови́ще — кладовище у Голосіївському районі міста Києва. Призначалося для поховання мешканців села Мишоловка. Є одним із двох повністю закритих кладовищ Києва.